# مارك 21 (قنبلة نووية)

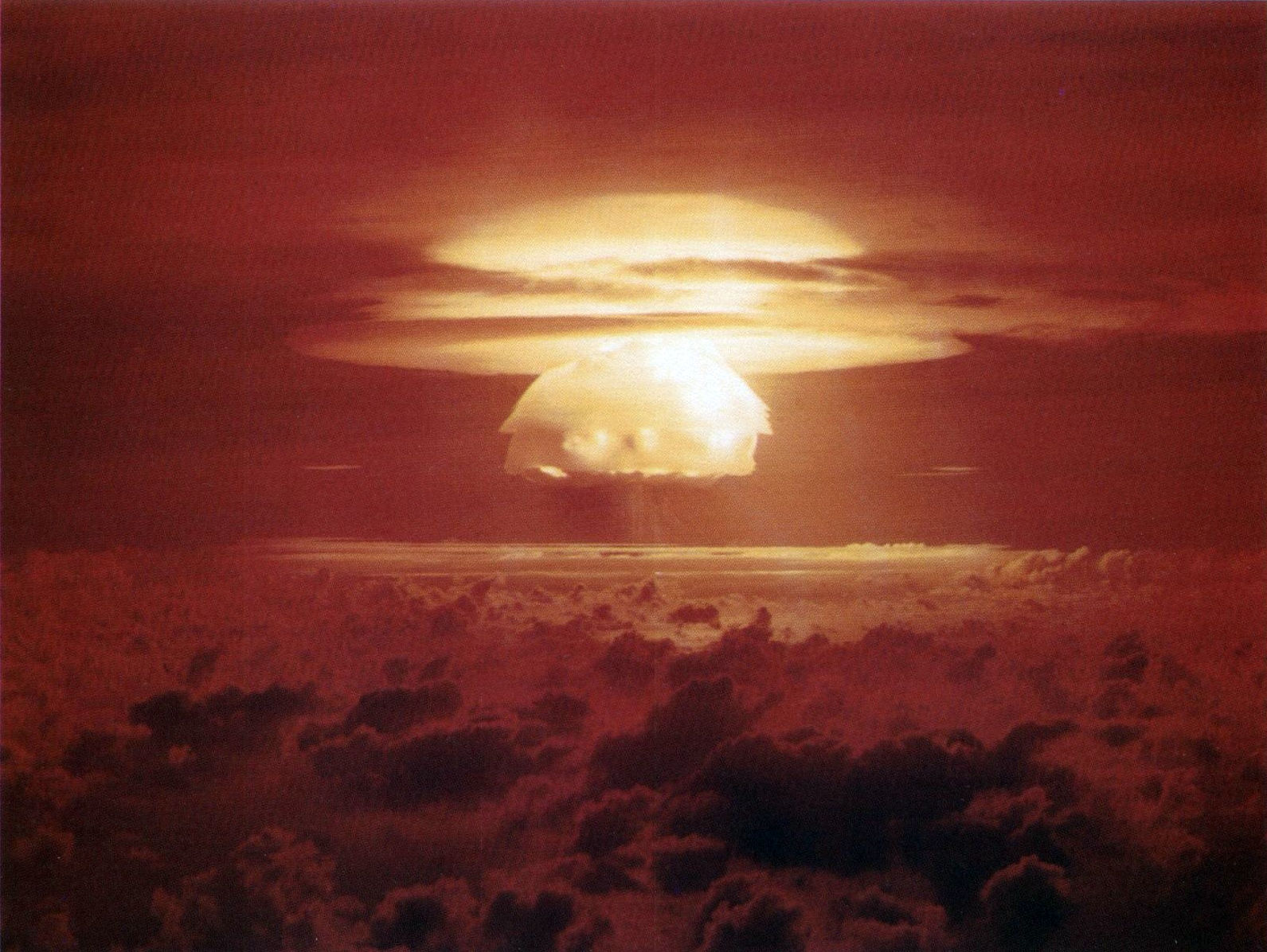

القنبلة النووية مارك 21 هي إحدى القنابل النووية للولايات المتحدة أنتجت لأول مرة في عام 1955. يبلغ طولها 12 قدما 6 بوصات (3.81 م)، وقطرها 56 بوصة (1.42 م) ووزنها 15,000 رطل (6800 كغم) وكانت نصف طول وثلث وزن مارك 17 ومارك 24 الأسلحة التي حلت محلها.
بدأ إنتاج كميات من طراز مارك 21 في ديسمبر 1955 واستمر حتى يوليو 1956. تم إنتاج 3 نسخ مختلفة من مارك 21. من يونيو 1957 تم تحويل جميع قنابل مارك 21 إلى مارك 36 الأكثر قوة والذي تمت إزالته من الخدمة في عام 1962.